# Salvelinus profundus
Salvelinus profundus és una espècie de peix de la família dels salmònids i de l'ordre dels salmoniformes.
L'espècie es creia extingida des-de 1970 a causa de l'eutrofització del llac de Constança. Al 2016 durant el 'Project Lac' que va investigar les profunditats del llac es varen trobar alguns individus vius.

## Hàbitat
Viu a les zones profundes del llac de Constança, un llac d'aigua dolça situat en un clima temperat.

## Distribució geogràfica
Es troba al llac de Constança.